# Awazimís
Los awazimís o clan al-'Awazim (en árabe, عوازم 'Awāzim; singular, Azimi) son una tribu del nordeste de Arabia. Hasta el 1921 fueron vasallos de los ujmanís. Viven entre Arabia Saudí y Kuwait en la antigua zona neutra.
No son considerados árabes puros ( aṣīl) y otras tribus no se permiten unión marital con ellos, pero se ganaron la consideración de la clase dirigente de la Arabia Saudí porque fueron de los primeros y más valientes combatientes a favor del rey Abd al-Aziz ibn Saud con los conflictos con otras tribus de la Arabia Oriental entre 1915 y 1929.
Los awazimís son una tribu influyente en la política kuwaití. La tribu tiene una presencia especialmente fuerte en el 1r distrito electoral, Hawalli (el área metropolitana de la ciudad de Kuwait) y el 5º distrito electoral, Ahmadí (en el sur del país), donde representa aproximadamente el 20% de los votantes.